# Glaucus 5

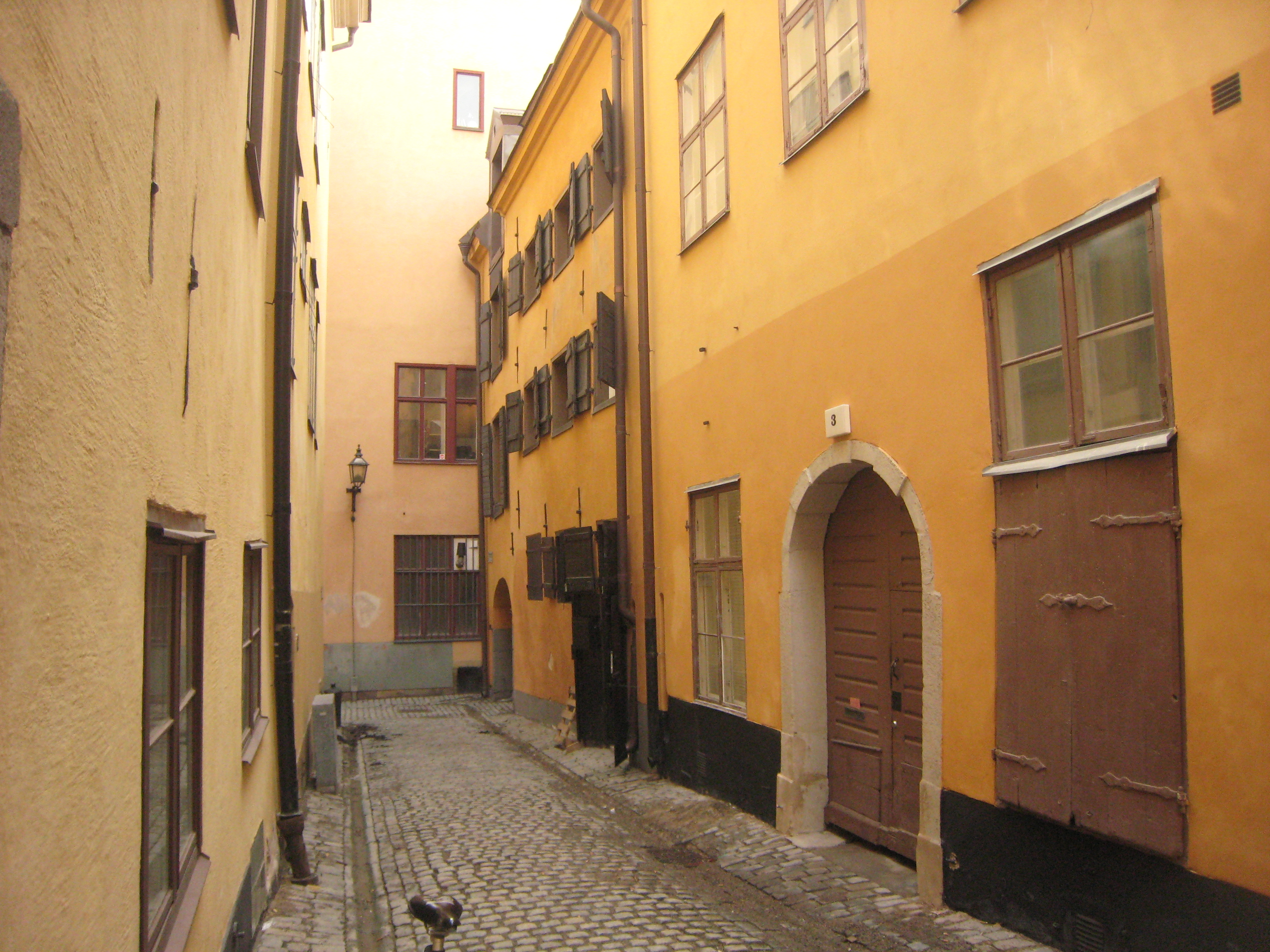
Magasinshuset mot Pelikansgränd med luckor framför fönstren.

Glaucus 5 är en fastighet i kvarteret Glaucus i Gamla stan i centrala Stockholm. Fastigheten har två byggnader, en före detta magasinsbyggnad mot Pelikansgränd och ett bostadshus mot Johannesgränd. Hela fastigheten förklarades 1983 till byggnadsminne.
Boningshuset är sannolikt uppfört i mitten av 1600-talet och magasinsbyggnaden i slutet av seklet. Bägge byggnaderna är tre våningar höga, har ljusa putsade fasader och vilar på kvaderstensockel. Bostadshuset, som numera används som kontor, bevarar en ursprunglig gårdsportal, stucktak från slutet av 1600-talet och snickerier från 1700-talet.
Huset är byggt på platsen för ett medeltida bålverk som fanns på platsen i början av 1400-talet. Några rester finns inte bevarade från bålverket, men vid en arkeologisk undersökning av källaren 1997/98 hittades bland annat äldre trappor från tiden när huset byggdes.